# Slovenská národná strana (1871)
Die Slovenská národná strana (Kurzbezeichnung SNS, deutsch: Slowakische Nationalpartei) war eine slowakische politische Partei, die von 1871 bis 1938 im Königreich Ungarn und der ersten Tschechoslowakischen Republik aktiv war. Sie war historisch die erste politische Partei der Slowaken und in ihrer Programmatik nationalistisch und evangelisch ausgerichtet.
Die heutige Slowakische Nationalpartei ist zwar kein rechtlicher, sieht sich aber als einen ideologischen Nachfolger der Partei.

## Geschichte der Partei
Die SNS entstand in den 1870er Jahren als eine nationale Partei, die sich dem  Kampf um die Emanzipierung der Slowaken im Königreich Ungarn nach dem Fall des Neoabsolutismus im Kaisertum Österreich verschrieb. Als Vorlage für das Parteiprogramm diente das 1861 ausgerufene Memorandum národa slovenského (Memorandum der slowakischen Nation).
Bis 1901 führte die Partei eine passive Politik. Ab diesem Jahr wurde sie mehr aktiv und stellte kulturelle und sprachliche Forderungen der Slowaken vor. Am 30. Oktober 1918 beteiligte sie sich an der Gründung des nur kurz existierenden  Slowakischen Nationalrats, das sich für die Deklaration von Martin einsetzte und damit zur Eingliederung der Slowakei in die neu gegründete Tschechoslowakei.
In der Tschechoslowakei geriet sie jedoch mehr in den Hintergrund, bevor sie sich 1938 unter Druck gesetzt mit Hlinkas Slowakischer Volkspartei vereinigte.
1990 kam es zur Gründung der Slovenská národná strana (1990), die sich auf die Tradition der Partei von 1871 beruft.

## Prominente Mitglieder
| - Pavol Blaho - Martin Čulen - Štefan Marko Daxner - Matúš Dula - Ján Francisci-Rimavský - Jozef Gregor Tajovský - Andrej Hlinka - Milan Hodža | - Svetozár Hurban-Vajanský - Karol Anton Medvecký - Ján Paulíny-Tóth - Viliam Pauliny-Tóth - Martin Rázus - Emil Stodola - Vavro Šrobár |